# 艾莫斯·巴伯

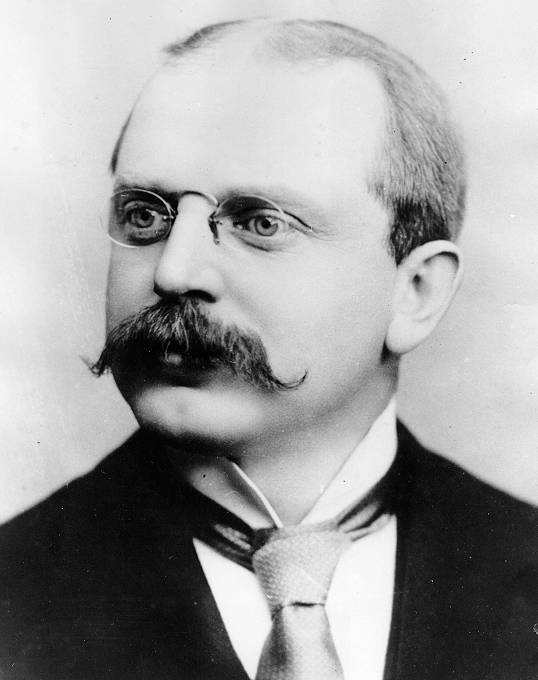
艾莫斯·巴伯

艾莫斯·巴伯（Amos W. Barber）（1861年6月25日—1915年5月18日），美国政治人物，共和党人。曾担任怀俄明州第2任州长，时间为1890年11月24日至1893年1月2日。

## 生平
1861年6月25日，艾莫斯·巴伯生于美国宾西法尼亚州道尔斯镇。1915年5月18日，在明尼苏达州罗彻斯特去世，享年54岁。